# Style néobasque
Le style néobasque (ou néo-basque) est un style architectural régionaliste né au début du XXe siècle dans l'extrême sud-ouest français et ayant perduré jusqu'en 1940. Ce style s'inspire principalement de la métairie de la province du Labourd.
Le style néolandais (ou néo-landais) en est une variante où s'exprime l'influence plus discrète de l'architecture vernaculaire landaise.

## La métairie labourdine prise pour modèle
Dans les dernières années du XIXe siècle et entre 1900 et 1940, un courant régionaliste original s’impose dans la construction des maisons des riches villégiateurs de la côte basque et de la côte gasconne voisine. Il prend pour modèle la métairie de la province basque du Labourd. Cette métairie se caractérise par un pignon-façade blanc sous un toit à deux pans symétriques, des colombages et des volets en bois de même couleur et une porte d’entrée souvent placée au fond d’un porche.

## Diffusion des premiers pavillons de style néobasque

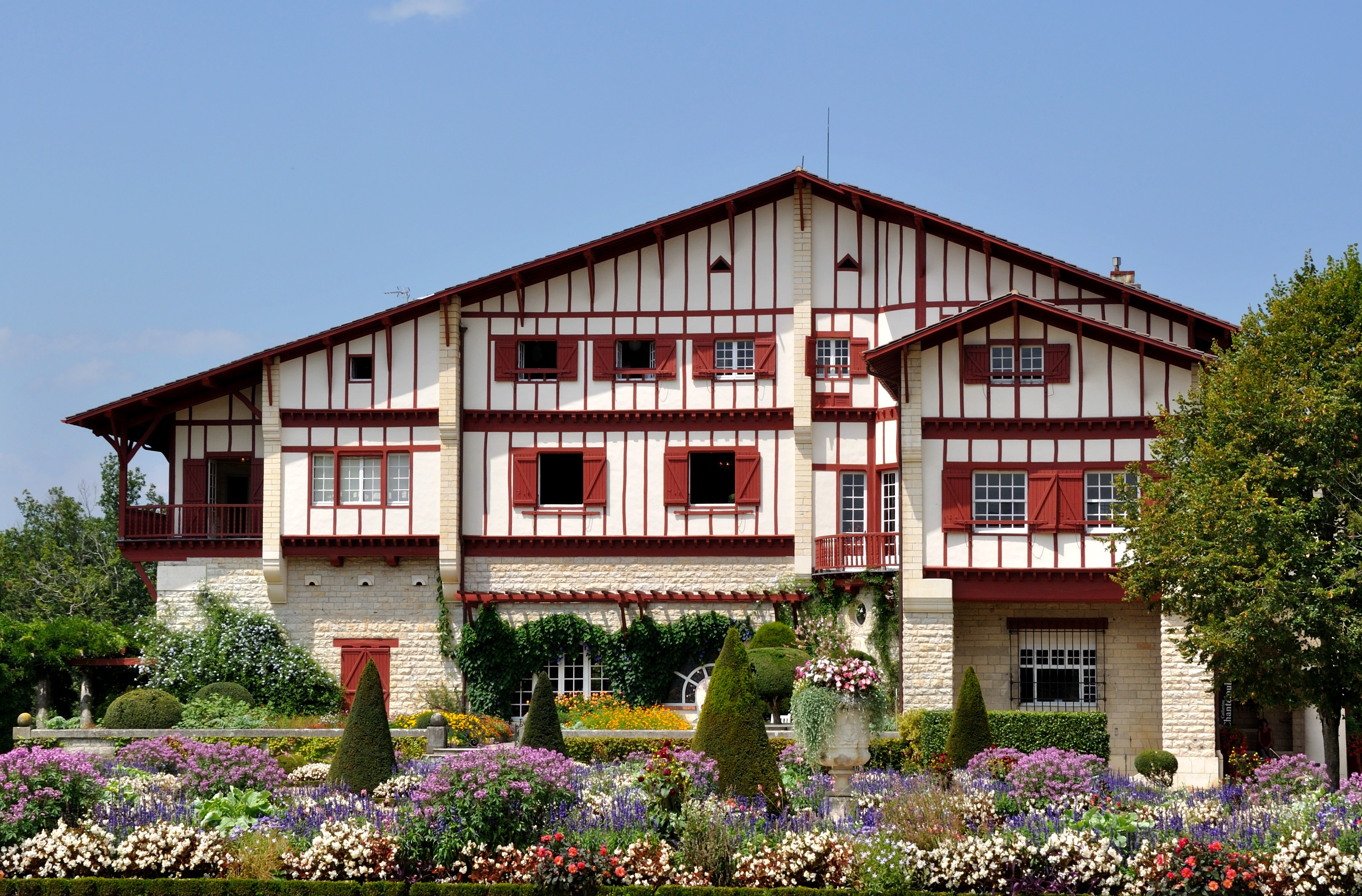
La villa Arnaga est classée par les monuments historiques.

Les architectes renouvellent le style en prenant de grandes libertés. Une place plus importante est faite aux pierres apparentes ou à leur substitut. De nouveaux matériaux sont introduits (béton armé). Les toits se font plus asymétriques. Les ouvertures vers l’extérieur se multiplient. De nouveaux choix chromatiques sont expérimentés. Les habitations prennent de la hauteur. De nombreuses villas sont ainsi construites pour de riches villégiateurs sur la côte basco-landaise. La villa Arnaga, construite par l'architecte Joseph-Albert Tournaire pour le compte d'Edmond Rostand entre 1903 et 1906, est un exemple encore très respectueux du modèle originel.
Mais ce style a aussi concerné des maisons moins cossues construites au sein de lotissements ou en ville. Celles-ci reprennent sans-doute plus fidèlement les canons architecturaux de la métairie labourdine et participent à une architecture contemporaine plus minimaliste. Elles sont visibles au Pays basque, dans les Landes mais, aussi, dans le Béarn et la Bigorre.

## Extension aux édifices publics et à l'habitat collectif
Le style s'est étendu aux édifices publics et à l'habitat collectif dès les années 1920. C'est à cette époque qu'est bâtie la station balnéaire landaise d'Hossegor. Des bâtiments de plus en plus monumentaux sont alors construits, tels que le Sporting Casino dû aux architectes Louis et Benjamin Gomez et Henri Godbarge.

## Diffusion dans d'autres régions

### Région toulousaine
Durant l'entre-deux-guerres, alors que de nouveaux quartiers pavillonnaires sont aménagés dans les faubourgs de Toulouse, le style néobasque séduit aussi bien la petite bourgeoisie qu'une clientèle plus modeste. Le modèle est cependant réduit à un vocabulaire architectural simplifié : les pignons ont des rampants dissymétriques, les faux pans de bois sont peints le plus souvent en vert ou en rouge, l'avant-toit est lambrissé, les balcons filants et les garde-corps en bois, le tout sur un rez-de-chaussée avec porche. La maçonnerie de briques creuses ou de parpaings reçoit un enduit hydraulique blanc.

## Regain au début duXXIesiècle
À Ciboure, le complexe Sokoburu à Hendaye-Plage et le quartier Zubiburu inauguré en 2008 sont des exemples des plus visibles d'un regain du style.
À Biscarrosse, la résidence Pierre & Vacances a été construite dans le style basco-landais. 